# Timur Fayziev
Timur Fayzíev nace en 1953. Se graduó en The Bolshói Ballet Academy de Moscú en 1971. Desde ese momento hasta 1991 trabajó como solista del prestigioso ballet Stanislavsky - Nemiróvich-Dánchenko de Moscú en papeles como "Pájaro de fuego", "Cenicienta" o "Giselle", entre otros. 
En 1978 fue invitado por el famoso coreógrafo Tom Chilling para colaborar como primer bailarín en la Komiche Opera de Berlín. En 1983 entra a formar parte de la compañía rusa "Ballet Stars of Moscow" con los que realiza giras durante dos años. En 1989, cuando todavía trabajaba como solista funda su propia compañía Ballet de Moscú - Moscow Ballet RFB con la que ha girado por más de 60 países y ha realizado más de 2.000 representaciones.